# Солвейг Гунбьорг Якобсен
Солвейг Гунбьорг Якобсен (на норвежки: Solveig Gunbjørg Jacobsen, 8 октомври 1913- 25 октомври 1996) е първият човек роден в Антарктика. Нейният баща Фритьоф Якобсен (1874-1953) се заселва през 1904 в британското владение Южна Джорджия, тогава зависима територия на Фолкландските острови. Якобсен става помощник мениджър, а от 1914 до 1921 мениджър на китоловната база Грютвикен. Две от децата на Якобсен и съпругата му Клара Олете Якобсен са родени на острова. Солвейг е родена в Грютвикен на 8 октомври 1913, и раждането ѝ е регистрирано от британския магистрат на Южна Джорджия Джеймс Уилсън.